# WTA-toernooi van Bol
Het WTA-toernooi van Bol is een tennistoernooi voor vrouwen dat in 1991 en van 1996 tot en met 2003 plaatsvond in de Kroatische plaats Bol op het voor de kust gelegen eiland Brač. In 1995 was de Kroatische hoofdstad Zagreb eenmalig plaats van handeling. Na twaalf jaren pauze staat het toernooi sinds 2016 weer op de agenda. De officiële naam van het toernooi was Croatian Bol Ladies Open tot en met 2003 – van 2016 tot en met 2021 heette het Bol Open. Sinds 2022 wordt het georganiseerd in Makarska, de nabij het eiland Brač gelegen kustplaats, onder de naam Makarska Open.
De WTA organiseert het toernooi, dat van 2000–2003 in de categorie "Tier III" viel en vanaf 2016 in de categorie Challenger / WTA 125. Het wordt gespeeld op gravel.
Er wordt door 32 deelneemsters per jaar gestreden om de titel in het enkelspel, en door 16 paren om de dubbelspeltitel. Aan het kwalificatietoernooi voor het enkelspel namen in 2017 en 2021 acht speelsters deel, met vier plaatsen in het hoofdtoernooi te vergeven; in 2018 en 2019 was er geen kwalificatietoernooi.
De Belgische Sabine Appelmans won het toernooi in 1995.

## Officiële namen
| 1991      | Croatian Lottery Cup – Bol Ladies Open |             |
| 1995      | Croatian Ladies Open                   | in Zagreb   |
| 1996      | "M" Elektronika Cup                    |             |
| 1997–2003 | Croatian Bol Ladies Open               |             |
| 2016–2021 | Bol Open                               |             |
| 2022–...  | Makarska Open                          | in Makarska |

## Meervoudig winnaressen enkelspel
| speelster       | aantal titels | in de jaren |
| --------------- | ------------- | ----------- |
| Mirjana Lučić   | 2             | 1997, 1998  |
| Tamara Zidanšek | 2             | 2018, 2019  |

## Finales

### Enkelspel
| Datum      | Naam                                    | Cat.                                    | ($)                                     | Ondergrond                              | Winnares                                | Verliezend finaliste                    | Uitslag                                 |                                         |
| ---------- | --------------------------------------- | --------------------------------------- | --------------------------------------- | --------------------------------------- | --------------------------------------- | --------------------------------------- | --------------------------------------- | --------------------------------------- |
| 1991-04-22 | Croatian Lottery Cup                    | Tier V                                  | 100.000                                 | gravel, buiten                          | Sandra Cecchini                         | Magdalena Maleeva                       | 6-4, 3-6, 7-5                           | details                                 |
| 1992–1994  | geen toernooi                           | geen toernooi                           | geen toernooi                           | geen toernooi                           | geen toernooi                           | geen toernooi                           | geen toernooi                           | geen toernooi                           |
| 1995-04-24 | Croatian Ladies Open (Z)                | Tier III                                | 161.250                                 | gravel, buiten                          | Sabine Appelmans                        | Silke Meier                             | 6-4, 6-3                                | details                                 |
| 1996-04-29 | "M" Elektronika Cup                     | Tier IV                                 | 107.500                                 | gravel, buiten                          | Gloria Pizzichini                       | Silvija Talaja                          | 6-0, 6-2                                | details                                 |
| 1997-04-28 | Croatian Bol Ladies Open                | Tier IV                                 | 107.500                                 | gravel, buiten                          | Mirjana Lučić                           | Corina Morariu                          | 7-5, 6-7, 7-6                           | details                                 |
| 1998-04-27 | Croatian Bol Ladies Open                | Tier IV                                 | 107.500                                 | gravel, buiten                          | Mirjana Lučić                           | Corina Morariu                          | 6-2, 6-4                                | details                                 |
| 1999-04-26 | Croatian Bol Ladies Open                | Tier IVa                                | 142.500                                 | gravel, buiten                          | Corina Morariu                          | Julie Halard-Decugis                    | 6-2, 6-0                                | details                                 |
| 2000-05-01 | Croatian Bol Ladies Open                | Tier III                                | 170.000                                 | gravel, buiten                          | Tina Pisnik                             | Amélie Mauresmo                         | 7-6, 7-6                                | details                                 |
| 2001-04-30 | Croatian Bol Ladies Open                | Tier III                                | 170.000                                 | gravel, buiten                          | Ángeles Montolio                        | Mariana Díaz Oliva                      | 3-6, 6-2, 6-4                           | details                                 |
| 2002-04-29 | Croatian Bol Ladies Open                | Tier III                                | 170.000                                 | gravel, buiten                          | Åsa Svensson                            | Iva Majoli                              | 6-3, 4-6, 6-1                           | details                                 |
| 2003-04-28 | Croatian Bol Ladies Open                | Tier III                                | 170.000                                 | gravel, buiten                          | Vera Zvonarjova                         | Conchita Martínez Granados              | 6-1, 6-3                                | details                                 |
| 2004–2015  | geen toernooi                           | geen toernooi                           | geen toernooi                           | geen toernooi                           | geen toernooi                           | geen toernooi                           | geen toernooi                           | geen toernooi                           |
| 2016-05-31 | Bol Open                                | Challenger                              | 125.000                                 | gravel, buiten                          | Mandy Minella                           | Polona Hercog                           | 6-2, 6-3                                | details                                 |
| 2017-06-06 | Bol Open                                | Challenger                              | 125.000                                 | gravel, buiten                          | Aleksandra Krunić                       | Alexandra Cadanțu                       | 6-3, 3-0, opg.                          | details                                 |
| 2018-06-05 | Bol Open                                | Challenger                              | 125.000                                 | gravel, buiten                          | Tamara Zidanšek                         | Magda Linette                           | 6-1, 6-3                                | details                                 |
| 2019-06-04 | Bol Open                                | Challenger                              | 125.000                                 | gravel, buiten                          | Tamara Zidanšek                         | Sara Sorribes Tormo                     | 7-5, 7-5                                | details                                 |
| 2020       | geen toernooi, wegens de coronapandemie | geen toernooi, wegens de coronapandemie | geen toernooi, wegens de coronapandemie | geen toernooi, wegens de coronapandemie | geen toernooi, wegens de coronapandemie | geen toernooi, wegens de coronapandemie | geen toernooi, wegens de coronapandemie | geen toernooi, wegens de coronapandemie |
| 2021-06-12 | Bol Open                                | WTA 125                                 | 115.000                                 | gravel, buiten                          | Jasmine Paolini                         | Arantxa Rus                             | 6-2, 7-6                                | details                                 |
| 2022-05-31 | Makarska Open (M)                       | WTA 125                                 | 115.000                                 | gravel, buiten                          | Jule Niemeier                           | Elisabetta Cocciaretto                  | 7-5, 6-1                                | details                                 |
| 2023-06-06 | Makarska Open (M)                       | WTA 125                                 | 115.000                                 | gravel, buiten                          | Mayar Sherif                            | Jasmine Paolini                         | 2-6, 7-6, 7-5                           | details                                 |
| 2024-06-04 | Makarska Open (M)                       | WTA 125                                 | 115.000                                 | gravel, buiten                          | Katie Volynets                          | Mayar Sherif                            | 3-6, 6-2, 6-1                           | details                                 |

(Z) = Zagreb, (M) = Makarska

### Dubbelspel
| Datum      | Naam                                    | Cat.                                    | ($)                                     | Ondergrond                              | Winnaressen                                         | Verliezend finalistes                    | Uitslag                                 |                                         |               |
| ---------- | --------------------------------------- | --------------------------------------- | --------------------------------------- | --------------------------------------- | --------------------------------------------------- | ---------------------------------------- | --------------------------------------- | --------------------------------------- | ------------- |
| 1991-04-22 | Croatian Lottery Cup                    | Tier V                                  | 100.000                                 | gravel, buiten                          | Laura Golarsa Magdalena Maleeva                     | Sandra Cecchini Laura Garrone            | walk-over                               | details                                 |               |
| 1992–1994  | geen toernooi                           | geen toernooi                           | geen toernooi                           | geen toernooi                           | geen toernooi                                       | geen toernooi                            | geen toernooi                           | geen toernooi                           | geen toernooi |
| 1995-04-24 | Croatian Ladies Open (Z)                | Tier III                                | 161.250                                 | gravel, buiten                          | Mercedes Paz Rene Simpson                           | Laura Golarsa Irina Spîrlea              | 7-5, 6-2                                | details                                 |               |
| 1996-04-29 | "M" Elektronika Cup                     | Tier IV                                 | 107.500                                 | gravel, buiten                          | Laura Montalvo Paola Suárez                         | Alexia Dechaume-Balleret Alexandra Fusai | 6-7, 6-3, 6-4                           | details                                 |               |
| 1997-04-28 | Croatian Bol Ladies Open                | Tier IV                                 | 107.500                                 | gravel, buiten                          | Laura Montalvo Henrieta Nagyová                     | María José Gaidano Marion Maruska        | 6-3, 6-1                                | details                                 |               |
| 1998-04-27 | Croatian Bol Ladies Open                | Tier IV                                 | 107.500                                 | gravel, buiten                          | Laura Montalvo Paola Suárez                         | Joannette Kruger Mirjana Lučić           | walk-over                               | details                                 |               |
| 1999-04-26 | Croatian Bol Ladies Open                | Tier IVa                                | 142.500                                 | gravel, buiten                          | Jelena Kostanić Michaela Paštiková                  | Meghann Shaughnessy Andreea Vanc         | 7-5, 6-7, 6-2                           | details                                 |               |
| 2000-05-01 | Croatian Bol Ladies Open                | Tier III                                | 170.000                                 | gravel, buiten                          | Julie Halard-Decugis Corina Morariu                 | Tina Križan Katarina Srebotnik           | 6-2, 6-2                                | details                                 |               |
| 2001-04-30 | Croatian Bol Ladies Open                | Tier III                                | 170.000                                 | gravel, buiten                          | María José Martínez Sánchez Anabel Medina Garrigues | Nadja Petrova Tina Pisnik                | 7-5, 6-4                                | details                                 |               |
| 2002-04-29 | Croatian Bol Ladies Open                | Tier III                                | 170.000                                 | gravel, buiten                          | Tathiana Garbin Angelique Widjaja                   | Jelena Bovina Henrieta Nagyová           | 7-5, 3-6, 6-4                           | details                                 |               |
| 2003-04-28 | Croatian Bol Ladies Open                | Tier III                                | 170.000                                 | gravel, buiten                          | Petra Mandula Patricia Wartusch                     | Emmanuelle Gagliardi Patty Schnyder      | 6-3, 6-2                                | details                                 |               |
| 2004–2015  | geen toernooi                           | geen toernooi                           | geen toernooi                           | geen toernooi                           | geen toernooi                                       | geen toernooi                            | geen toernooi                           | geen toernooi                           | geen toernooi |
| 2016-05-31 | Bol Open                                | Challenger                              | 125.000                                 | gravel, buiten                          | Xenia Knoll Petra Martić                            | Raluca Olaru İpek Soylu                  | 6-3, 6-2                                | details                                 |               |
| 2017-06-06 | Bol Open                                | Challenger                              | 125.000                                 | gravel, buiten                          | Chuang Chia-jung Renata Voráčová                    | Lina Gjorcheska Aleksandrina Naydenova   | 6-4, 6-2                                | details                                 |               |
| 2018-06-05 | Bol Open                                | Challenger                              | 125.000                                 | gravel, buiten                          | Mariana Duque Mariño Wang Yafan                     | Sílvia Soler Espinosa Barbora Štefková   | 6-3, 7-5                                | details                                 |               |
| 2019-06-04 | Bol Open                                | Challenger                              | 125.000                                 | gravel, buiten                          | Timea Bacsinszky Mandy Minella                      | Cornelia Lister Renata Voráčová          | 0-6, 7-6, [10-4]                        | details                                 |               |
| 2020       | geen toernooi, wegens de coronapandemie | geen toernooi, wegens de coronapandemie | geen toernooi, wegens de coronapandemie | geen toernooi, wegens de coronapandemie | geen toernooi, wegens de coronapandemie             | geen toernooi, wegens de coronapandemie  | geen toernooi, wegens de coronapandemie | geen toernooi, wegens de coronapandemie |               |
| 2021-06-12 | Bol Open                                | WTA 125                                 | 115.000                                 | gravel, buiten                          | Aliona Bolsova Katarzyna Kawa                       | Ekaterine Gorgodze Tereza Mihalíková     | 6-1, 4-6, [10-6]                        | details                                 |               |
| 2022-05-31 | Makarska Open (M)                       | WTA 125                                 | 115.000                                 | gravel, buiten                          | Dalila Jakupović Tena Lukas                         | Olga Danilović Aleksandra Krunić         | 5-7, 6-2, [10-5]                        | details                                 |               |
| 2023-06-06 | Makarska Open (M)                       | WTA 125                                 | 115.000                                 | gravel, buiten                          | Ingrid Neel Wu Fang-hsien                           | Anna Sisková Renata Voráčová             | 6-3, 7-5                                | details                                 |               |
| 2024-06-04 | Makarska Open (M)                       | WTA 125                                 | 115.000                                 | gravel, buiten                          | Sabrina Santamaria Iryna Sjymanovitsj               | Nao Hibino Oksana Kalasjnikova           | 6-4, 3-6, [10-6]                        | details                                 |               |

(Z) = Zagreb, (M) = Makarska

## Trivia
- In Bol vond, eerst in 1994 en later jaarlijks sinds 2004, een graveltoernooi onder auspiciën van de ITF plaats, sinds 2013 zelfs met een frequentie van verscheidene keren per jaar.
- In Zagreb vond, eerst in 1994 en later jaarlijks van 2005 tot en met 2012, een graveltoernooi onder auspiciën van de ITF plaats. In 2002 was er een ITF-toernooi op overdekte hardcourtbanen.
- In Makarska vond in 1998 een incidenteel WTA-toernooi plaats, twee weken eerder dan het reguliere toernooi in Bol.